# 堀田智之 (アナウンサー)
堀田 智之（ほった ともゆき）は、NHKのアナウンサー。

## 人物
鹿児島県出身。鹿児島県立甲南高等学校、国際基督教大学教養学部卒業後、2021年入局。初任地は新潟放送局。2024年4月に山口放送局へ異動。

## 嗜好・挿話
- 趣味はスノーボード
- 高校時代、イギリスへ留学していた[2]。

## 現在の担当番組
- 情報維新!やまぐち（キャスター：2024年4月8日 - ） [注釈 1]
- 情報維新!やまぐち845・645（不定期）
- 山口県のニュース・中継・リポート

## 過去の出演番組
新潟放送局時代（2021年度 - 2023年度）
- どーも、NHK（2021年6月13日・新人お披露目）
- 新潟県のニュース・中継・リポート
- おはよう新潟（不定期）
- 新潟ニュース845（不定期）
- 新潟ニュース645（不定期）
- 新潟ニュース610（リポーター）
- NHKニュースおはよう日本・関東甲信越（2022年3月26日・津南町からの中継）
- 金よう夜きらっと新潟 × 天才てれびくん　スペシャルステージ　(2023年7月28日)[3][4][5]
- 第105回全国高等学校野球選手権記念大会（2023年8月7日）- アルプススタンドリポート[注釈 2]

山口放送局時代（2024年度 - ）
- NHKニュースおはようちゅうごく（2025年6月16日 - 20日・広島放送局への応援）